# Odontopera protecta
Odontopera protecta là một loài bướm đêm trong họ Geometridae.